# مخطط قافية
مخطط القافية هو نمط القوافي في نهاية كل سطر من قصيدة أو أغنية . وعادة ما يشار إليه باستخدام الحروف للإشارة إلى الأسطر القافية؛ الأسطر المخصصة بنفس الحرف كلها قافية مع بعضها البعض.
مثال على مخطط القافية {\displaystyle \mathrm {ABBA} }، من "إلى أنثيا، الذي قد يأمره بأي شيء"، بقلم روبرت هيريك :